# João Galego
João Galego est un village du Cap-Vert sur l’île de Boa Vista.